# 強者生存

強者生存官方標誌

強者生存（英語：Survivor Series），是世界摔角娛樂每年一度的世界摔角娛樂付費收看節目（WWE Pay-Per-View）之一，通常於每年11月時舉行。它是世界摔角娛樂歷史上第二悠久的付費收看賽事，僅次於摔角狂熱，同時它與摔角狂熱、皇家大戰、夏日衝擊、公事包大戰並列為最盛大的五場付費收看賽事。
該賽事傳統上的特點是進行強者生存比賽，通常由四到五名摔角手組成的團隊相互對抗。WWE在2016年重新引入品牌劃分後，從2016年到2021年的賽事都集中在Raw和SmackDown品牌摔角手之間爭奪品牌霸權，而NXT也參與了2019年的賽事。除了品牌之間的強者生存賽之外，各品牌的冠軍還會進行非冠軍賽。2022年，品牌至上的概念被放棄，賽事更名為「強者生存：戰爭遊戲」，這代表著WWE首個以比賽為特色的主要賽事。

## 歷史
首屆強者生存於1987年的摔跤狂熱 III舉行，第一場比賽圍繞在巨人安德烈和綠巨人霍根之間的爭執。強者生存的最初目的是為了成為「感恩節傳統」而創建的，因為前八場強者生存在感恩節（1987-1990）或感恩節前夕（1991-1994）舉行，而自1995年的賽事以來，強者生存大部分在感恩節前的各個周日舉行。強者生存為歷史上運行時間第二長的 PPV 賽事（僅次於摔跤狂熱大賽），並與摔跤狂熱、皇家大戰和夏日狂潮一起被視為「四大」付費賽事之一，是該促銷活動最初的四項年度賽事及其年度最大的四項賽事。2021年8月，前述四項賽事與公事包大戰被公認為「五巨頭」。
2002年3月，WWE引入了品牌劃分，其中品牌分為Raw和SmackDown品牌，摔角手則在各自的品牌進行比賽，ECW於2006年成為第三個品牌。第一次品牌劃分於2011年8月結束，但它於2016年7月重新被推出。強者生存以及其他最初的「四大」賽事是唯一在任一品牌分裂期間從未專門為一個品牌舉辦的 PPV。

### 品牌競爭（2016-2021）
在第一次品牌劃分期間（2002年-2011年），兩個品牌的摔跤手之間只進行了幾場倖存者係列賽（例如Raw隊 vs. SmackDown隊），但尚未成為賽事的焦點。然而，隨著2016年品牌分裂的重新引入，強者生存呈現出Raw和SmackDown品牌直接爭奪品牌霸權的噱頭。除了兩個品牌的男女選手相互對抗的傳統倖存者係列賽之外，還有各自品牌冠軍在非冠軍比賽中相互對抗（例如：Raw 女子冠軍對陣SmackDown 女子冠軍）。
2016年、2017年和2018年的賽事是圍繞在Raw和SmackDown之間進行的。2017年和2018年，Raw 分別以 4-3 和 6-1 的比分贏得了比賽。到了2019年，由於此前仍屬於WWE的發展品牌的NXT在該年被提升為 WWE 的三大主要品牌之一，因此推出了首場包含三個品牌的團體對抗賽和各品牌的冠軍間舉行的非冠軍賽，NXT 隨後以 4-2-1 (NXT-SmackDown-Raw)的比分贏得了當年的比賽。由於新冠肺炎疫情大流行，NXT 並未參與 2020年的賽事，所以Raw 也順利地以 4-3 戰勝 SmackDown 贏得當年的比賽。2021 年的賽事也不包含 NXT，因為該品牌於當年9月恢復了 WWE 發展品牌的地位，賽事中，Raw以5-2戰勝SmackDown再次贏得比賽。

### 戰爭遊戲 (2022)
2022年9月19日，WWE高管Triple H宣布2022年的強者生存將不再基於品牌至上理念，此外，他還宣布該賽事將舉辦兩場WarGames 比賽，男女各一場，這也是 WWE 主要賽事首次以這場比賽為特色。2022 年的賽事隨後更名為「倖存者係列：戰爭遊戲」，這也是首個在周六舉行的強者生存。NXT品牌此前曾在2017年至2021年期間舉辦過年度WarGames活動。隨著WarGames比賽移至倖存者係列賽的主要名單，這隨後結束了NXT的WarGames活動，並由Deadline取代。
在倖存者係列：戰爭遊戲賽后新聞發布會上，Triple H 被問及戰爭遊戲比賽是否會成為強者生存的永久固定項目時，他表示：「我們拭目以」，並提及了2022年賽事的成功。至於是否不再舉行包括傳統強者生存的賽事，他指出今年是讓賽事煥然一新的時候，但傳統比賽可能會在未來的賽事中回歸。Triple H 還透露，2022 年的賽事是有史以來票房最高、觀看次數最多的強者生存。

## 外部連結
- 強者生存官方網站 （页面存档备份，存于）